# Landtagswahl in Liechtenstein 1982
- VU: 8
- FBP: 7

Die Landtagswahl in Liechtenstein 1982 fand am 7. Februar 1982 statt und war die reguläre Wahl der Legislative des Fürstentums Liechtenstein. Hierbei wurden alle 15 Abgeordneten des Landtags des Fürstentums Liechtenstein in den beiden Wahlkreisen Ober- und Unterland vom Landesvolk gewählt.
Diese Wahl war die letzte, bei der nur Männer das Stimmrecht besassen.

## Ausgangslage
Bei der Landtagswahl im Februar 1978 erreichte die Fortschrittliche Bürgerpartei in Liechtenstein 50,85 % und die Vaterländische Union 49,15 % der abgegebenen Stimmen. 

## Wahlergebnis
Von 5246 Wahlberechtigten nahmen 5004 Personen an der Wahl teil (95,4 %). Von den abgegebenen Stimmen waren 4909 gültig. Die Stimmen und Mandate verteilten sich in den beiden Wahlkreisen – Oberland und Unterland – wie folgt:
| Partei                              | Stimmen  | Stimmen   | Stimmen   | Stimmen       | Sitze    | Sitze     | Sitze     |
| ----------------------------------- | -------- | --------- | --------- | ------------- | -------- | --------- | --------- |
| Partei                              | Oberland | Unterland | insgesamt | Stimmenanteil | Oberland | Unterland | insgesamt |
| Fortschrittliche Bürgerpartei (FBP) | 13'254   | 5'019     | 18'273    | 46,53 %       | 4        | 3         | 7         |
| Vaterländische Union (VU)           | 16'194   | 4'803     | 20'997    | 53,47 %       | 5        | 3         | 8         |